# Bernardo I di Guascogna
Bernardo Guglielmo in spagnolo Bernardo Guillén; in basco Bernart Gilen; in francese Bernard Guillaume; in guascone Bernat Guilhem; ed in latino Bernardus Willielmus. (X secolo – 25 dicembre 1009 oppure 1003/4) fu duca di Guascogna e conte di Bordeaux, dal 996 al 1009.

## Origine
Secondo la Historia monasterii S. Severi, tome II, era il figlio primogenito del duca di Guascogna Guglielmo I e della moglie, Urraca di Navarra, che, secondo le Europäische Stammtafeln, vol III, pag. 563 (non consultate) era figlia del re di Navarra García I e della seconda moglie Teresa di León, figlia del re di León, Ramiro II e della sua prima moglie Adosinda Gutiérrez.
Guglielmo I di Guascogna era il figlio terzogenito del duca di Guascogna Sancho IV e della moglie di cui non si conoscono né il nome né gli ascendenti.

## Biografia
Sua madre era al suo secondo matrimonio; in prime nozze aveva sposato il conte di Castiglia, Fernán González (910-970), come ci conferma il documento n° 67 del Cartulario de san Millan de la Cogolla, vol. I, datato novembre 955 (non consultato), che la cita come contessa Urraca (Comite Fredinando Gondessalvez et cometessa domna Urraca), di cui era rimasta vedova.
Alla fine del 996, alla morte del padre, Bernardo, essendo il primogenito, gli subentrò come di duca di Guascogna e conte di Bordeaux.
Proseguì nella politica paterna di fondazione e mantenimento di istituti monastici, in particolare il monastero di San Severo: infatti la Historia monasterii S. Severi, tome II parla diffusamente delle attività del conte Bernardo nel capitolo VII.
Secondo la Histoire de Béarn Bernardo era ancora in vita nel 1009, quando redasse l'atto di donazione della chiesa di San Severo, che, con altri, fu controfirmato dalla madre Urraca.
Secondo la Historiarum libri tres del monaco e storico francese, Ademaro di Chabannes, il duca ha tenuto romanzi con donne diverse, motivo per cui finiscono per abdicare in favore di suo fratello. Bernardo morì, sempre nel 1009, dopo l'esilio in Biscaglia e cedere il trono al fratello, in circostanze sospette, forse per avvelenamento (Bernardo, insidiis muliebribus, maleficis artibus corpore fatescente, vitae privato).
Secondo la Histoire de Béarn, che riprende la descrizione di Ademaro di Chabannes, Bernardo morì il 24 dicembre, mentre per la Historia monasterii S. Severi, tome II, morì il 25 dicembre.
 Nonostante muoiono senza figli legittimi, non aveva discendenti che hanno mantenuto il nome di Lekubarri, il soprannome adottata dal duca nel suo esilio. Sempre secondo Ademaro di Chabannes, gli succedette il fratello Sancho VI (Santius, frater eius, Wasconiæ dux Vasconum extitit).
La morte di Bernardo viene confermata da un documento della Ex Historia Abbatiæ Condomensis, del 1012, in cui si prega in suffragio della anime dei defunti della famiglia comitale di Guascogna.

## Discendenza
Bernardo, secondo la Histoire de Béarn, aveva una moglie (la contesse Garcia....la femme du duc Bernard), ma, di Bernardo, non si conosce nessuna discendenza legittima..

### Fonti primarie
- (LA)  Rerum Gallicarum et Francicarum Scriptires, tomus XI.
- (LA)  Monumenta Germaniae Historica, Scriptores, tomus IV.

### Letteratura storiografica
- René Poupardin, "Ludovico il Pio", cap. XVIII, vol. II (L'espansione islamica e la nascita dell'Europa feudale) della Storia del Mondo Medievale, pp. 558–582.
- Louis Alphen, Francia: Gli ultimi Carolingi e l'ascesa di Ugo Capeto (888-987), in «Storia del mondo medievale», vol. II, 1979, pp. 636–661
- (ES, LA) José M.a Lacarra, Textos navarros del códice de Roda (PDF), su unizar.es. URL consultato il 24 gennaio 2021 (archiviato il 30 gennaio 2020)..
- (LA)  Historia monasterii S. Severi, tome II.
- (FR)  Histoire de Béarn.